# Lluitant per la fama
Lluitant per la fama (títol original: Staying Alive) és una pel·lícula de 1983, seqüela de la pel·lícula de 1977 Febre del dissabte nit, protagonitzada per John Travolta com a Tony Manero ballarí, amb Cynthia Rhodes, Finola Hughes, Joyce Hyser, Steve Inwood, Julie Bovasso i els ballarins Víctor Manuel, Kate Ann Wright, Kevyn Morrow i Nanette Tarpey. La pel·lícula va ser dirigida i coescrita per Sylvester Stallone.
El títol prové de la cançó dels Bee Gees "Stayin 'Alive", que va ser utilitzada: a tema musical de Saturday Night Fever, i també s'interpreta en l'escena final de Staying Alive. Aquesta és l'única pel·lícula fins avui, que Sylvester Stallone ha escrit i que ell no protagonitza (malgrat té un cameo sense acreditar).
Ha estat doblada al català.

## Argument
Sis anys després dels esdeveniments de Febre del dissabte nit, l'ex rei disco Anthony "Tony" Manero, ha deixat  Brooklyn i ara està vivint a Manhattan, s'allotja en una pensió de mala mort mentre treballa: a instructor de dansa i: a cambrer en un club de ball, a la recerca de la seva gran oportunitat en les produccions de dansa moderna a Broadway.
La seva ruptura amb la seva vida a Brooklyn, i els seus canvis d'actitud, fan pensar als seus familiars i amics que Tony sembla haver madurat i refinat la seva personalitat, representada especialment per la disminució de l'accent de Brooklyn i evitar l'alcohol i males paraules. Però algunes actituds no han canviat, igual que amb la seva promesa més recent, Jackie (Cynthia Rhodes). Té una doble mesura per la qual ell se sent en llibertat de veure  altres dones, però s'irrita si troba a Jackie amb altres homes.

## Repartiment
- John Travolta: Tony Manero
- Cynthia Rhodes: Jackie
- Finola Hughes: Laura
- Steve Inwood: Jesse
- Julie Bovasso: la Sra. Manero
- Charles Ward: a Majordom
- Steve Bickford: a Tècnic de So
- Patrick Brady: abandonada
- Norma Donaldson: Fátima
- Jesse Dauren: Mark
- Joyce Hyser: Linda
- Frank Stallone: Carl
- Deborah Jenssen: Margaret
- Robert Martini: Fred
- Sarah M. Milers: Joy

Alguns actors de la primera pel·lícula també es van incloure en el repartiment, però les seves actuacions van ser tallades: Donna Pescow va aparèixer en l'audiència debut de Tony a Broadway, Val Bisoglio va aparèixer: a pare de Tony en un petit paper.

## Premis i nominacions
- Globus d'Or - Nominats: Cançó original ("FAR FROM OVER")
- Premis Golden Raspberry: Pitjor actor (John Travolta)
- Premis Golden Raspberry: Pitjor nova estrella (Finola Hughes)
- Premis Golden Raspberry: Pitjor actriu secundària (Finola Hughes)
- Premis Grammy Nominat: Millor Àlbum de Banda sonora original escrita per a una pel·lícula o un especial de televisió.

## Banda sonora
La banda sonora va ser llançada el 1983 i es duu a terme principalment pels Bee Gees. Cinc noves cançons dels Bee Gees van ocupar una part de la segona cara amb diversos artistes interpretant cançons en la seva majoria escrites per Frank Stallone, germà del director de cinema Sylvester Stallone. La banda sonora va aconseguir el lloc 14 en el Regne Unit, el 6 als Estats Units, l'1 a Suïssa, i el 2 a Itàlia i Japó, i va vendre 4,5 milions de còpies a tot el món i aquest LP va ser el final de les seves cançons i la banda sonora de l'etiqueta RSO. RSO va anunciar públicament el 30 de setembre que John Travolta podria protagonitzar una seqüela de Saturday Night Fever que seria dirigida per Sylvester Stallone i amb nova música dels Bee Gees. Totes les cançons d'aquesta cara van ser escrites per membres de la banda Bee Gees: Barry Gibb, Robin Gibb i Maurice Gibb
- 1."The Woman in You" - 4:04
- 2."I Love You Too Much" - 4:27
- 3."Breakout" - 4:46
- 4."Someone Belonging to Someone" - 4:26
- 5."Life Goes On" - 4:26
- 6."Stayin' Alive" (versió editada) - 1:33
- 7.Frank Stallone - "Far From Over" (Frank Stallone, Vince Dicola) - 3:56
- 8.Tommy Faragher - "Look Out for Number One" (Foster, Bruce Stephen, Tom Marolda) - 3:20
- 9.Cynthia Rhodes - "Finding Out the Hard Way" (Frank Stallone, R. Freeland) - 3:33
- 10.Frank Stallone - "Moody Girl" (Frank Stallone, Joe Esposito, Vince Dicola) - 4:08
- 11.Tommy Faragher - "(We Dance) So Close to the Fire" (Randy Bishop, Tommy Faragher) - 3:45
- 12.Frank Stallone/Cynthia Rhodes - "I'm Never Gonna Give You Up" (Frank Stallone, Joe Esposito, Vince Dicola) - 3:30